# كانتون توزلا
كانتون توزلا (بالبوسنية: Posavska županija) هو ثالث كانتونات اتحاد البوسنة والهرسك العشرة الذي يقع في البوسنة والهرسك، يبلغ عدد سكانه حوالي 500 ألف نسمة ومساحته 2649 كم2 وعاصمته هي توزلا.

## التاريخ والثقافة
تم إنشاء الكانتون بموجب اتفاق واشنطن عام 1994 وحدودها معرفة باتفاق دايتون في عام 1995، كان كانتون توزلا يسمى كانتون توزلا-بورينجي حتى فبراير 1999 وكلمة «بورينجي» تعني «منطقة بالقرب من نهر درينا» غير أن عـدم تدفق النهر في أراضي الكانتون تم السماح بتغيير اسمه.
تعد قلعة سريبيرنك هو البوسنة أحد أفضل قلاع القرون الوسطى المحفوظة جيدا والتي يعود تاريخها إلى 1333، وتقع في سريبيرنك، كمـا أن بحيرات بانونيكا تعدُّ منتجعا سياحيا شهيرا للسياح.
توزلا هي مركز الهيب هوب في منطقة البلقان بسبب إيدو ماجكا، وتعد فرانكي أول محطة الهيب هوب في البوسنة حيث يقع مقرها في توزلا.

## البلديات
ينقسم الكانتون إلى 13 بلدية هي:
| - بانوفيتشي - سيليتش - دوبوي أستوك (دوبوي الشرقية) - غراداتساك - غراتسانيكا - كلاداني - كاليسيا | - لوكافاتش - سابنا - سريبرنيك - تيوكاك - زيفينتش - توزلا |

## روابط خارجية
- الموقع الرسمي
- بوابة البوسنة والهرسك باللغة العربية
- مدينة توزلا في البوسنة والهرسك
- بحيرات بانونيكا في توزلا، البوسنة والهرسك
- قلعة سريبيرنك قرب مدينة توزلا، البوسنة والهرسك